# 瀬崎三木三
瀬崎 三木三（せざき みきぞう、旧姓：渡辺 三木三、1905年（明治38年）2月15日 - 1975年（昭和50年） ）は日本の実業家である。日産化学総務部長を経て日本証券代行（現：三井住友信託銀行）取締役。岡山県井原市出身。

## 経歴

### 生い立ち
1905年（明治38年）岡山県後月郡県主村（現：井原市）の渡辺家に生れる。1919年（大正8年）地元に近い旧制岡山県立高梁中学校（現：岡山県立高梁高等学校）に進み、同期に芥川賞作家の石川達三、日本教育テレビ（現：テレビ朝日）編成局次長になる金澤覚太郎、日本電気化学社長になる日野西義輝、倉敷紡績取締役になる翁孝文がいた。1924年（大正13年）卒業後、早稲田大学高等予科（商科）を経て、1926年（大正15年）早稲田大学商学部へ入学した。1929年（昭和4年）、早稲田大学を卒業。

### 入社後
大学卒業後、瀬崎家に婿養子として入り、1932年（昭和7年）大日本人造肥料（現：日産化学）へ入社した。後その後、大日本帝国陸軍へ志願兵として砲兵隊に入隊した。1933年（昭和8年）4月1日付で陸軍砲兵少尉となり、1935年、大日本人造肥料へ再入社する。大日本人造肥料は、1937年（昭和12年）12月に日産化学工業株式会社へ社名を変更し、1943年4月日本鉱業株式会社（現：ENEOSホールディングス）に合併、同社の化学部門となる。1945年4月、日本油脂株式会社が、日本鉱業の化学部門の営業包括譲渡を受け、日産化学工業株式会社に再度社名変更した。
第二次世界大戦を経て、戦後の1950年（昭和25年）、瀬崎は同社・主計部会計課長となり、1954年には、総務部・部長代理兼株式課長となり、1959年、日産化学では株式運用事務を日本証券代行へ代行してもらうに際し、瀬崎が同社へ出向となり入社。翌年、1960年55歳のときに日本証券代行取締役となった。その後、1972年（昭和47年）まで同社の取締役を務めて退任した。